# From Behind the Light
From Behind the Light (česky Zpoza světla) je debutní studiové album norské sympho-blackmetalové kapely Wallachia, za jejímž vznikem stojí univerzální hudebník Lars Stavdal. Vydáno bylo v roce 1999 francouzským hudebním vydavatelstvím Velvet Music International (dříve pod názvem Impure Creations Records).
Album bylo nahráno na začátku 1999 a vydáno v září téhož roku. Obsahuje znovunahrané 4 skladby z dema a 4 další skladby ze stejného období. Všechny nástroje s výjimkou bicích a vokály nahrával Lars Stavdal sám, o bicí se podělili Mikael Duna a Lars Erik Vesterdal (každý na 4 skladbách). Limitovaná edice byla brzy vyprodána.
Vydavatelská společnost Dark Horizon Records album znovu vydala v roce 2005 s bonusovými skladbami z dema 1996. Předtím v roce 2004 vyšlo včetně 4 bonusových skladeb z dema i na audiokazetách v licenci ukrajinské společnosti Night Birds Records vlastněné Romanem Saenkem z kapely Drudkh.

## Seznam skladeb
1. The Curse of Poenari  – 5:19
2. Crucifictional Disinfection  – 5:12
3. Arges - Riul Doamnei  – 5:30
4. Skjold Mot Guds Lys  – 5:38
5. The Last of My Kind  – 4:57
6. Knus Den Hellige Ånd  – 6:29
7. Fullmåne Over Fagaras  – 9:45
8. Manifesting the Beast  – 3:27

reedice 2005 (Dark Horizon Records) - bonusové skladby
09. Fullmåne Over Fagaras
10. Skjold Mot Guds Lys
11. Arges - Riul Doamnei
12. Knus Den Hellige Ånd

## Sestava
- Lars Stavdal – vokály, kytara, baskytara
- Mikael Duna – bicí (na 4 skladbách)
- Lars Erik Vesterdal – bicí (na 4 skladbách)